# Digital Satellite Equipment Control

DiSEqC Logo

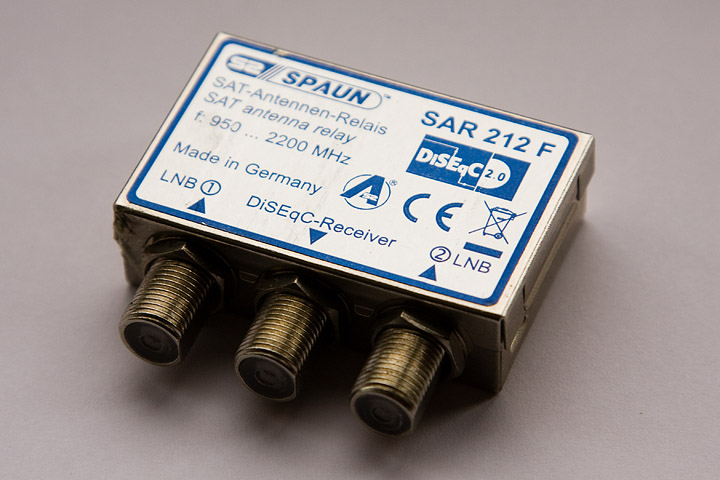
DiSEqC-Umschalter

Digital Satellite Equipment Control, kurz DiSEqC [daɪˈsɛk], bezeichnet eine digitale Steuersignaltechnik, eingesetzt in der Gebäudeverkabelung von Satelliten-Empfangsanlagen (Sat-ZF-Verteilung oder Unicable-Technik). DiSEqC-Steuersignale ermöglichen gegenüber den 14/18-Volt- und 22-kHz-Steuersignalen beim Sat-Empfang einen erweiterten Funktionsumfang.

## Geschichte
Mit Einführung des Astra-Satellitensystems Anfang 1990 entstand ein Bedarf an einfach zu installierenden Satelliten-Empfangsanlagen. Zu dieser Zeit waren im Satellitenempfang mechanische oder magnetische Polarizer üblich. Diese benötigten getrennt zum Koaxialkabel verlegte Steuerleitungen; es gab auch Koaxialkabel, die Steuerleitungen in der Abschirmung führten. Zur Auswahl der gewünschten Polarisation war am Receiver für jedes Satellitenprogramm eine genaue Feineinstellung (das sog. Skew) nötig. Alternativ war es auch üblich, je Sat-ZF-Ebene ein eigenes (also zwei getrennte) Koaxialkabel zu verlegen.
- Marconi-LNB: In englischen Baumärkten tauchten damals Satelliten-Empfangsanlagen zur Eigenmontage auf, um die englischen Astra-Programme zu empfangen. Diese realisierten die Polarisationsumschaltung durch einfaches Verändern der LNB-Versorgungsspannung; getrennte Steuerleitungen entfielen, die Montage der Empfangsanlagen war dadurch einfach.
- Marconi-LNB mit 22-kHz-Steuerung: Durch schaltbares Überlagern der LNB-Versorgungsspannung mit einem 22-kHz-Signal konnten vier Schaltzustände am LNB realisiert werden. Das reichte aus, um in Astra-Empfangsanlagen auf jene beiden neu hinzugekommenen digitalen Sat-ZF-Ebenen (High-Ebene) umzuschalten.
- Eutelsat und der DiSEqC-Standard: Nach der Einführung des oberen Frequenzbandes konnte kein anderer, zweiter Satellit mehr mit einem einzigen Empfänger empfangen werden. Da aber auch Eutelsat deutsche Haushalte direkt mit Satellitensignalen versorgen wollte, mussten weitere Schaltoptionen zur Ansteuerung mehrerer Satellitenspiegel in neue Empfänger implementiert werden. Dafür entwickelte Eutelsat in Zusammenarbeit mit Philips Anfang der 1990er Jahre den DiSEqC-Standard.

DiSEqC definiert auch Möglichkeiten, die erstgenannten beiden analogen Kriterien digital zu schalten. Satelliten-Empfangsanlagen in durchgängiger DiSEqC-Technik können somit künftig auf ein Verändern einer LNB-Versorgungsspannung verzichten. Umgekehrt existiert für die Umschaltung zwischen zwei Satellitenpositionen ein analoges Gegenstück namens Tonburst, das einem ein Byte langen DiSEqC-Befehl ähnelt und deshalb oft ungenau Simple-One-Byte-DiSEqC oder Mini-DiSEqC genannt wird. Die folgende Tabelle zeigt die logisch äquivalenten Kriterien:
| Analoges Kriterium      | DiSEqC-Kriterium         | Zustände                                                        |
| ----------------------- | ------------------------ | --------------------------------------------------------------- |
| 22-kHz-Dauerton         | DiSEqC v1.0 Band         | Low Band oder High Band                                         |
| LNB-Vorsorgungsspannung | DiSEqC v1.0 Polarisation | horizontal oder vertikal (bzw. linksdrehend oder rechtsdrehend) |
| Tonburst                | DiSEqC v1.0 Position     | A oder B                                                        |

Mittels DiSEqC können auch komplexe Steuerbefehle vom Receiver zum LNB übertragen werden; so ist DiSEqC Grundlage für eine alternative SAT-ZF-Verteiltechnik (Unicable).
Im Oktober 2011 wies der Bundesgerichtshof die Berufung des Unternehmens SuperSat gegen die Löschung von Patentansprüchen auf das DiSEqC-Verfahren vor dem Bundespatentgericht zurück (AktZ.: X ZR 94/09).

## Technik
DiSEqC ist ein für jeden offener, lizenzfreier Industriestandard. Die DiSEqC-Schaltbefehle werden seriell als digital codierte Datenwörter übertragen. Das DiSEqC-Datenwort setzt sich aus einem Startbyte, einem Adressbyte und einem Befehlsbyte zusammen, dem noch ein zusätzliches Datenbyte folgen kann. Die Übertragung der Worte erfolgt durch Ein- und Ausschalten (Modulieren) des vorhandenen 22-kHz-Schaltsignals. Um DiSEqC einsetzen zu können, müssen alle aktiven Komponenten dafür technisch ausgelegt sein. Die Integrität der Datenübermittlung wird durch ein Paritätsbit nach jedem übermittelten Byte sichergestellt. DiSEqC ist in Version 1.x unidirektional (Befehle nur von Empfänger zum Funktionsteil), in Version 2.x bidirektional. Die Versionsnummer gibt den Umfang der Funktionen an:
- v1.0 bietet Schaltvorgänge für vier Satellitenpositionen, zwei Bänder (Low, High) und zwei Polarisationen (horizontal, vertikal), also insgesamt 16 Schaltzustände. Die vier Zustände für die Satellitenpositionen ergeben sich durch Kombination der beiden Kriterien Position und Option, die jeweils den Zustand A oder B annehmen können. Besagte Kombinationen heißen daher PosAOptA, PosBOptA, PosAOptB und PosBOptB; üblicher sind jedoch die Bezeichnungen mit den Ziffern 1 bis 4 oder den Buchstaben A bis D.
- v1.1 uncommitted führt vier zusätzliche, frei verwendbare (daher der Name uncommitted) Kriterien ein. In Kombination mit den DiSEqC-v1.0-Kriterien ergeben sich so 64 mögliche Satellitenpositionen und insgesamt 256 Schaltzustände – die selten verfügbaren Receiver mit v1.1 unterstützen jedoch bei Verwendung von v1.1 nur die durch die vier neuen Kriterien selbst ermöglichten 16 Satellitenpositionen (64 Schaltzustände), die dann mit den Zahlen 1 bis 16, 0 bis 15 oder den Hexadezimalziffern 0 bis F bezeichnet werden. DiSEqC v1.1 ist abwärtskompatibel zu v1.0.
- v1.2: zusätzliche Möglichkeit zur Rotorsteuerung; nicht abwärtskompatibel zu v1.0 und v1.1, jedoch unterstützen nahezu alle Receiver mit v1.2 in der Praxis v1.0
- v2.x: bidirektionale Kommunikation mit den Schaltzuständen des zugehörigen v1.x (enthält nicht wie weithin angenommen automatisch v1.1 und v1.2)[3]
- v3.0: Ergänzung von zusätzlichen Programmieroptionen (wenig verbreitet), mit diesem Standard lassen sich jedoch problemlos individuelle Unicable-Einkabelsysteme umsetzen, um ohne Neuverkabelung und Kopfstationen zahlreiche ZF-Ebenen beliebig miteinander zu kombinieren.

Es gibt so genannte Multiprotokoll-Switches, die die Befehle mehrerer Versionsnummern bzw. Tonburst verstehen. Entweder reagieren sie stets auf alle unterstützten Befehle oder die Version bzw. das Kriterium lässt sich auswählen. Letzteres erfolgt entweder über einen Schieberegler am Switch oder mittels eines Programmiergeräts. Auch gibt es Switches, die beim Empfang von v1.2-Befehlen einen bestimmten Eingang aktivieren und den Befehl weiterleiten, da an dem Eingang ein Rotor angeschlossen werden soll.
Das Kaskadieren von DiSEqC-Schaltern ist grundsätzlich möglich, wenn dem Empfänger nähere Switches nicht auf Kriterien ansprechen, mit dem empfängerfernere Switches gesteuert werden sollen. Statt eines Vier-Port-v1.0-Switchs können auch drei Zwei-Port-Switches verwendet werden, von denen zwei auf das eine und einer auf das andere v1.0-Kriterium reagieren. Sofern vom Empfänger unterstützt, können auch Schalter unterschiedlicher Versionen kombiniert werden.

### Kompatibilitätstabelle
|                           | 1.0 Switch 2.0 Switch | 1.1 Switch 2.1 Switch | 1.2 Motor 2.2 Motor | 3.0 Receiver | 3.0 Antennenseitig |
| ------------------------- | --------------------- | --------------------- | ------------------- | ------------ | ------------------ |
| 1.0 Receiver 2.0 Receiver | Ja                    | Nein                  | Nein                | Ja           | Nein               |
| 1.1 Receiver 2.1 Receiver | Ja                    | Ja                    | Nein                | Ja           | Nein               |
| 1.2 Receiver 2.2 Receiver | Ja                    | Ja                    | Ja                  | Ja           | Nein               |
| 3.0 Rundfunkhaus          | Nein                  | Nein                  | Nein                | Ja           | Ja                 |
| 3.0 Antennenseitig        | Ja                    | Ja                    | Ja                  | Ja           | Ja                 |